# Спироидная передача
Спироидная передача — гиперболоидная зубчатая передача с углом скрещивания осей в 90°, зацепление в которой происходит по торцевой поверхности ведомого зубчатого колеса, а ведущее зубчатое колесо имеет винтовые зубья и называется червяком.
Формально считается гиперболоидной зубчатой передачей второго рода — то есть такой, у которой сопряжённые поверхности зубьев не могут быть образованы при их нарезке общей производящей поверхностью. По типу делительной поверхности червяка (ведущего зубчатого колеса) может быть конической и цилиндрической. В случае конической спироидной передачи делительная поверхность колеса (ведомого зубчатого колеса) также коническая, в случае цилиндрической спироидной передачи — плоская.
Визуально отличается от гипоидной передачи винтовой нарезкой зубьев шестерни-червяка и большей величиной гипоидного смещения. Передаточное число — от 9:1 и выше.